# Suore francescane del Cuore Immacolato di Maria
Le Suore francescane del Cuore Immacolato di Maria (in inglese Franciscan Sisters of the Immaculate Heart of Mary's Congregation of Pondicherry; sigla F.I.H.M.) sono un istituto religioso femminile di diritto pontificio.

## Storia
La congregazione fu fondata nel 1844 a Pondicherry dal sacerdote Louis-Savinien Dupuis, delle missioni estere di Parigi, per l'educazione della gioventù femminile.
L'istituto, affiliato al Terz'ordine di San Francesco d'Assisi dal 23 febbraio 1859, fu approvato nel 1864.

## Attività e diffusione
Le suore si dedicano all'educazione della gioventù e alla cura di orfani, anziani e malati.
Oltre che in India, sono presenti in Francia, Germania, Italia, Kenya, Papua Nuova Guinea, Stati Uniti d'America, Tanzania e Uganda; la sede generalizia è a Pondicherry.
Alla fine del 2015 l'istituto contava 1041 religiose in 175 case.